# Serie Mundial de 1954
La Serie Mundial de 1954 fue disputada entre New York Giants y Cleveland Indians.
Los New York Giants resultaron ganadores al vencer en la serie por 4 partidos a 0.

## Desarrollo

### Juego 1
| Equipo    | 1 | 2 | 3 | 4 | 5 | 6 | 7 | 8 | 9 | 10 | C | H | E |
| --------- | - | - | - | - | - | - | - | - | - | -- | - | - | - |
| Cleveland | 2 | 0 | 0 | 0 | 0 | 0 | 0 | 0 | 0 | 0  | 2 | 8 | 0 |
| New York  | 0 | 0 | 2 | 0 | 0 | 0 | 0 | 0 | 0 | 3  | 5 | 9 | 3 |

LG: Marv Grissom (1–0)  LP: Bob Lemon (0–1)  
HRs:  NYG – Dusty Rhodes (1)

### Juego 2
| Equipo    | 1 | 2 | 3 | 4 | 5 | 6 | 7 | 8 | 9 | C | H | E |
| --------- | - | - | - | - | - | - | - | - | - | - | - | - |
| Cleveland | 1 | 0 | 0 | 0 | 0 | 0 | 0 | 0 | 0 | 1 | 8 | 0 |
| New York  | 0 | 0 | 0 | 0 | 2 | 0 | 1 | 0 | X | 3 | 4 | 0 |

LG: Johnny Antonelli (1–0)  LP: Early Wynn (0–1)  
HRs:  CLE – Al Smith (1)  NYG – Dusty Rhodes (2)

### Juego 3
| Equipo    | 1 | 2 | 3 | 4 | 5 | 6 | 7 | 8 | 9 | C | H  | E |
| --------- | - | - | - | - | - | - | - | - | - | - | -- | - |
| New York  | 1 | 0 | 3 | 0 | 1 | 1 | 0 | 0 | 0 | 6 | 10 | 1 |
| Cleveland | 0 | 0 | 0 | 0 | 0 | 0 | 1 | 1 | 0 | 2 | 4  | 2 |

LG: Rubén Gómez (1–0)  LP: Mike Garcia (0–1)  SV: Hoyt Wilhelm (1)  
HRs:  CLE – Vic Wertz (1)

### Juego 4
| Equipo    | 1 | 2 | 3 | 4 | 5 | 6 | 7 | 8 | 9 | C | H  | E |
| --------- | - | - | - | - | - | - | - | - | - | - | -- | - |
| New York  | 0 | 2 | 1 | 0 | 4 | 0 | 0 | 0 | 0 | 7 | 10 | 3 |
| Cleveland | 0 | 0 | 0 | 0 | 3 | 0 | 1 | 0 | 0 | 4 | 6  | 2 |

LG: Don Liddle (1–0)  LP: Bob Lemon (0–2)  SV: Johnny Antonelli (1)  
HRs:  CLE – Hank Majeski (1)
|                                                         |
| Campeón de las Grandes Ligas New York Giants 5.º título |